# Hontianske Tesáre
Hontianske Tesáre jsou obec v okrese Krupina v Banskobystrickém kraji na Slovensku ležící na řece Štiavnica. V roce 1971 k ní byli připojeny tři původně samostatné obce: Dvorníky, Šipice a Báčovce. První písemná zmínka o vesnici pochází z roku 1279. V obci žije 868 obyvatel. V katastrálním území Dvorníky leží přírodní rezervace Šinkov salaš a v katastrálním území Hontianske Tesáre přírodní památka Tesárska roklina.

## Pamětihodnosti
- Kostel Narození Panny Marie
- Zaniklý kostel svatého Michala
- Hrob s náhrobníkem
- Pamětní dům Ladislava Exnára

## Osobnosti
- Ján z Turca (1435–mezi 1488 a 1490), kronikář a historik